# بولیوی
بولیوی (به انگلیسی: Bolivia) با نام رسمی دولت چندملیتی بولیوی (به انگلیسی: Plurinational State of Bolivia) کشوری محصور در خشکی، در مرکز آمریکای جنوبی است. پایتخت آن به‌طور رسمی و در قانون اساسی شهر سوکره ذکر شده اما دولت این کشور در شهر لاپاز مستقر است. سیستم اداری این کشور یکپارچه بوده و بر اساس قانون اساسی ۲۵ ژانویه ۲۰۰۹ یک کشور چند ملیتی می‌باشد.
جمعیت بولیوی ۱۱٬۶۵۶٬۰۰۰ نفرو زبان‌های رسمی آن اسپانیایی، کچوآ، آیمارا و گوارانی است و ۳۴ زبان دیگر نیز بومی هستند. واحد پول این کشور بولیویانا نام دارد.
۵۵ درصد مردم بولیوی از تبار سرخ‌پوست، ۳۰ درصد مستیزو (دورگه سرخ‌پوست و سفیدپوست) و ۱۵ درصد سفیدپوست هستند.
دین بیشتر مردم بولیوی مسیحیت است. ۷۸ درصد مردم بولیوی پیرو کلیسای کاتولیک رومی، ۱۶ درصد پروتستان ، ۳ درصد نیز پیرو دیگر شاخه‌های مسیحیت و ۳ درصد نیز پیرو دیگر شاخه‌های مسیحیت هستند.
بولیوی یک کشور در حال توسعه به حساب می‌آید و شاخص توسعه انسانی آن در حد متوسط است. میزان فقر در بولیوی ۵۳ درصد ذکر شده است. کشاورزی، جنگلداری، ماهیگیری، و معادن از فعالیت‌های اصلی صنعتی در بولیوی و فراورده‌های عمده آن تولیدات نساجی، پوشاک، فلزکاری و پالایش نفت است. بولیوی از نظر اندوخته‌های معدنی و به‌ویژه فلز قلع غنی است.
پیش از استعمار اروپاییان، منطقه کنونی بولیوی بخشی از امپراتوری سرخ‌پوستان اینکا بود. امپراتوری اسپانیا در سده شانزدهم این منطقه را تسخیر کرد و در خلال دوران استعماری اسپانیا، این سرزمین «پروی علیا» نام داشت و جزو قلمروی نایب‌السلطنه پرو به‌شمار می‌آمد، قلمرویی که بیشتر مستعمرات اسپانیا در آمریکای جنوبی را در بر می‌گرفت.
پس از اعلام استقلال این منطقه در سال ۱۸۰۹، این منطقه با ۱۶ سال جنگ روبه‌رو شد و این جنگ‌ها در ۶ اوت ۱۸۲۵ به تشکیل جمهوری بولیوی انجامید که از نام سیمون بولیوار، رهبر انقلابی، گرفته شده است.
بولیوی از شمال با برزیل، از شمال غربی با پرو، از جنوب با آرژانتین، از جنوب شرقی با پاراگوئه و از جنوب غربی با شیلی همسایه است.
در پی اعتراضات مردمی به تقلب اوو مورالس در انتخابات ۲۰۱۹ و کودتای ارتش، مورالس از بولیوی گریخت و به مکزیک پناهنده شد ولی پس از پیروزی لوئیس آرسه در انتخابات سراسری بولیوی (۲۰۲۰) در ۱۸ اکتبر ۲۰۲۰ اوو مورالس در ۸ نوامبر ۲۰۲۰ پس از گذراندن تبعید در آرژانتین به بولیوی بازگشت.

## تاریخ
تاریخ بولیوی مملو از تغییرات متعدد در راس حاکمیت این کشور است. قریب به ۲۰۰ کودتا و ۲۰۰ ضد کودتا در تاریخ این کشور رخ داده‌اند. پس از سال‌ها نزاع سیاسی بر سر قدرت در سال‌های دهه ۱۹۸۰ برای اولین بار دولت‌های غیرنظامی حاکمیت خویش را بر بولیوی تثبیت کردند.
مورالس / سازمان ملل متحد / شورای امنیت (UNSC) /
اما با روی کار آمدن دولت‌های غیرنظامی مشکلات در بولیوی همچنین ادامه داشت و این کشور با مشکلاتی نظیر فقر، ناآرامی اجتماعی و تولید مواد مخدر دست به گریبان بود.
مقر دولت بولیوی در لاپاز قرار دارد. این شهر که به‌طور غیررسمی پایتخت بولیوی شناخته می‌شود، مرتفع‌ترین پایتخت جهان محسوب می‌شود. لاپاز در ارتفاع ۳۶۰۰ متری قرار دارد. شهر لاپاز با داشتن تعداد زیادی موزه و هتل‌های مدرن محل مناسبی برای اقامت جهانگردان است. دریاچه تی تی کا کا، دره‌های یونگاس، پیست اسکی چاکالتایا و دره سخره‌ایی موسوم به «ماه» مهم‌ترین جاذبه‌های طبیعی بولیوی را تشکیل می‌هند.

### اوو مورالس: حرکت به سوی سوسیالیسم
انتخابات ریاست جمهوری بولیوی در سال ۲۰۰۵ در تاریخ ۱۸ دسامبر برگزار شد. دو کاندیدای اصلی خوان اوو مورالس آیما از حزب حرکت به سوی سوسیالیسم (MAS) و جورج گوئیروگا، رهبر حزب نیروی اجتماعی و دمکراتیک (PODEMOS) و رهبر سابق حزب فعالان دمکراتیک ملی‌گرا (ADN) بودند.
مورالس در انتخابات با کسب ۵۴ درصد آرا پیروز شد که چنین اکثریتی در طول انتخابات بولیوی بی‌نظیر بوده است. او در ۲۲ ژانویه ۲۰۰۶ برای یک دوره پنج ساله سوگند یاد کرد. قبل از مراسم شروع به کار رسمی در لاپاز، او یک مراسم تشریفاتی ملی را در یتاواناکو و در مقابل هزاران نفر از مردم بومی و نمایندگان جنبش‌های اجتماعی از سراسر آمریکای لاتین، برگزار کرد. هر چند این مراسم نقاط نظر و دیدگاه‌های او را تعیین نکرد بلکه فقط اصلیت آیمارایی او را مشخص کرد. این منطقه از آمریکای جنوبی که جمعیت بومی زیادی را در بر می‌گیرد از سال‌های ۱۵۰۰ به بعد مورد استعمار اسپانیایی‌ها بوده و توسط نیروهای خارجی اداره می‌شده است. مورالس عنوان کرد که ۵۰۰ سال مستعمره بودن به پایان رسیده و اکنون آغاز دوران خودمختاری است.
پیروزی او در انتخابات ریاست جمهوری توجه گروه‌های مبارزه با موادمخدر آمریکایی در آمریکای جنوبی را به خود جلب کرد که تأکید عمده آن‌ها بر ریشه‌کن کردن کاشت کوکا بود. برنامه تکریم ایالات متحده که هدفش رساندن تولید کوکا به صفر است، از دیدگاه بسیاری از مردم بولیوی تهدیدی برای امرار معاش و زندگی محسوب می‌شود. مورالس اعلام کرده است که دولت او سعی خواهد کرد تا مصرف مواد مخدر را ممنوع اعلام کند ولی بازار قانونی صادرات برگ‌های کوکا را حفظ خواهد کرد.
در یکم مه ۲۰۰۶، مورالس اعلام کرد که در تلاش است تا سرمایه‌های هیدروکربنی بولیوی را دوباره ملی کند. ضمن اعلام اینکه اقدام به ملی‌سازی به معنی سلب مالکیت نیست، مورالس نیروهای بولیوی را برای اشغال کردن ۵۶ عدد از تأسیسات گاز، اعزام کرد. همچنین نیروهایی به پالایشگاه‌های نفتی اعزام شدند که حدود %۹۰ ظرفیت پالایش بولیوی را تأمین می‌کنند. مهلت ۱۸۰ روزه‌ای به تمام شرکت‌های انرژی خارجی داده شد تا قرار دادهای جدیدی را به امضاء برسانند و مالکیت اصلی را به بولیوی واگذار کنند. (در مورد میدان‌های بزرگ گاز طبیعی %۸۲ از درآمد را نیز به بولیوی بدهند) با به پایان رسیدن مهلت، تمامی شرکت‌ها قراردادهای جدیدی را به امضاء رساندند.
گزارش‌ها دولت بولیوی، و شرکت‌های مسئول دربارهٔ سرمایه‌گذاری‌های آتی با یکدیگر متناقض است. از زمان‌های گذشته، برزیل بزرگ‌ترین مشتری هیدروکربن‌های بولیوی بوده است که گاز طبیعی بولیوی را از طریق خط لوله‌های شرکت نیمه خصوصی پتروبار (PBR) وارد می‌کند. از آنجایی که گاز از بولیوی فقط توسط خط لوله گسترده (و پرهزینه) شرکت PBR صادر می‌شود، تولیدکننده و مصرف‌کننده وابستگی زیادی به یکدیگر دارند. چگونگی ملی‌سازی مشخص نیست زیرا شرکت PBR برنامه‌های خود را برای تولید گاز طبیعی مورد نیاز تا سال ۲۰۱۱ اعلام کرده است. موقعیت بولیوی به خاطر علم به اینکه مخازن هیدروکربنی نسبت به ملی‌سازی قبلی ارزش بیشتری پیدا کرده است و به خاطر حمایت‌های هم پیمانشان هوگو چاوز از ونزوئلا، مستحکم شده است.

## سیاست

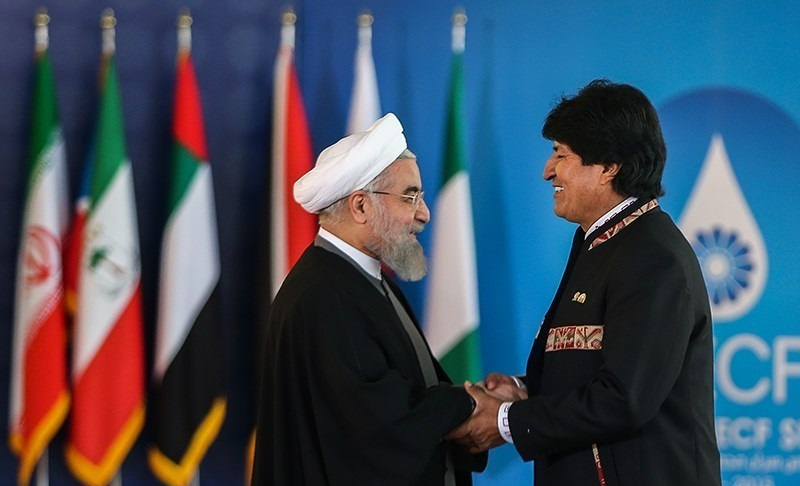
اوو مورالس و حسن روحانی رئیس‌جمهورهای پیشین بولیوی و ایران

قانون اساسی نوشته شده در ۱۹۶۷، که در سال ۱۹۹۴ اصلاح شده است. باعث ایجاد توازن بین قوای مجریه، قانونگذاری و قضاییه است. هر چند به نظر می‌رسد که قوه مجریه بر کنگره تسلط داشته باشد که کار این کنگره مباحثه و تصویب کردن قوانینی است که دولت ابداع کرده است. قوه قضائیه که از دادگاه اعظم بولیوی و سایر دادگاه‌های کوچک‌تر تشکیل شده است؛ دچار فساد و ناکار آمدی بوده است. با اصلاح قانون اساسی در سال ۱۹۹۴، و وضع قوانین جدید، دولت اصلاحات بنیانی را در سیستم قضایی ایجاد کرده است. در سال ۲۰۰۹ قانون اساسی جدیدی برای بولیوی تدوین و به تصویب مردم در همه‌پرسی رسید.
استان‌های نه‌گانه بولیوی، طبق قانون تمرکززدایی مدیریتی در سال ۱۹۹۵، استقلال بیشتری دارند. اختیارات استان‌ها با برگزاری اولین انتخابات مردمی دولتمردان استانی («روسای ارشد») در تاریخ ۱۸ دسامبر ۲۰۰۵ و پس از اعتراضات طولانی رهبران استان سانتاکروز، افزایش بیشتری پیدا کرد. (رده: شهرهای بولیوی) شهرها و شهرستان‌های بولیوی توسط شهردار و شوراهای منتخب مردم، اداره می‌شوند. انتخابات شهرداری‌ها در تاریخ ۵ دسامبر ۲۰۰۴ برگزار شد و اعضای شورا برای یک دوره پنج ساله انتخاب شدند. قانون مشارکت ملی که در تاریخ آوریل ۱۹۹۴ تصویب شد، بخش زیادی از سرمایه‌های ملی را در اختیار شهرداری‌ها قرار می‌دهد تا در زمینه‌های مطلوب هزینه کنند، این کار باعث شرکت اجتماعات مردمی در بهبود خدمات و امکانات شهری گردیده است.
رئیس‌جمهور با آرای مردم برای یک دوره پنج ساله انتخاب شده است. رئیس‌جمهور منتخب، گونزالو سانچزدی لوزادا در اکتبر ۲۰۰۳ استعفا داد و معاونش، کارلوس مسا، جایگزین او شد. سپس مسا نیز در ژوئن ۲۰۰۵ جای خود را به قاضی اعظم دادگاه اعظم، ادواردو رو دریگوئز داد. شش ماه بعد، در ۱۸ دسامبر ۲۰۰۵، رهبر حزب ملی سوسیالیست او مورالز به رئیس‌جمهوری انتخاب شد.
شعبه قانونگذاری: «کنگرسو ناسیونال(Congreso Nacional)l» (کنگره ملی) دو زیر شاخه دارد. «کامارا دی دیپوتادوس (Cámara de Diputados)» یا مجلس نمایندگان که ۱۳۰ عضو دارد و برای یک دوره پنج ساله انتخاب می‌شوند. ۷۰ نفر از آنان در مناطق تک نماینده و ۶۰ نفر درمناطق دارای چند نماینده فعالیت دارند. مجلس سناتورها ("کامارا دی سنادورز(Cámara de Senadores) جمعاً ۲۷عضو دارد (۳ عضو در هر دپارتمان) که برای یک دوره پنج ساله انتخاب شده‌اند. بولیوی با حدود ۶۰ کودتا در تاریخ کشورش، بیشترین تعداد کودتا را در میان سایر کشورها داشته است.
بر اساس قانون اساسی سال ۲۰۰۹، جمعیت قانون گذاری چند قومیتی در کشور تأسیس می‌شود که شامل دو مجلس است: مجلس نمایندگان با ۱۳۰ نماینده و مجلس سنا با ۳۶ نماینده (هر استان چهار نماینده). نیمی از هر دو مجلس به صورت انفرادی و نیمی دیگر به صورت حزبی و لیستی.

## تقسیمات اداری

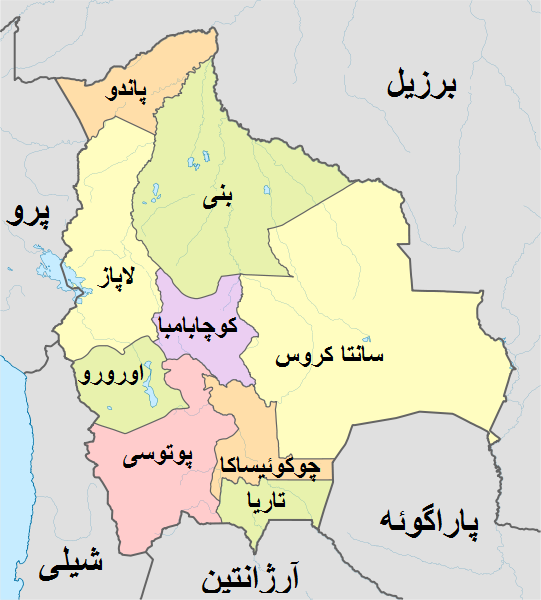
نقشه تقسیمات اداری بولیوی

بولیوی بر اساس قانون اساسی مصوب ۲۵ ژانویه ۲۰۰۹ یک کشور واحد است. این کشور به نه استان، یا در زبان اسپانیایی «دپارتمنتوس» تقسیم شده است:
- استان چوکوئیساکا (سوکره)
- استان کوچابامبا (کوچا بامبا)
- استان بنی (ترینیداد)
- استان لاپاز (لاپاز)
- استان ارورو (ارورو)
- استان پاندو (کوبیا)
- استان پوتوسی (پوتوسی)
- استان سانتا کروس (سانتاکروز د لاسیرا)
- استان تاریا (تاریا)

علاوه بر این هر استان به تقسیمات کوچک‌تر ایالت یا «پرونیسیاس، شهرستان یا» کانتونز «و بخش یا» مونیسی پالیداوز" تقسیم می‌شود که کارهای محلی را بر عهده دارند.

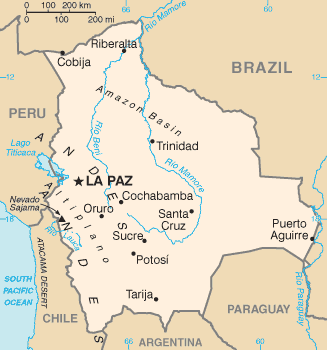
نقشه بولیوی از کتاب واقعیات جهان سیا

فرمانداران این استان‌ها به‌صورت مستقیم از سوی مردم انتخاب می‌شوند.

## جغرافیا
بولیوی با مساحت ۱٬۰۹۸٬۵۸۰ کیلومتر مربع بیست و هشتمین کشور پهناور جهان است (پس از اتیوپی). وسعت آن تقریباً برابر موریتانی و تا حدودی ۱/۵ برابر ایالت تگزاس ایالات متحده است.
بولیوی کشوری است که در خشکی محصور شده و ارتباطش با اقیانوس آرام را در جنگ آرام در سال ۱۸۷۹ از دست داد. هر چند از طریق رودخانه پاراگوئه به اقیانوس اتلانتیک دسترسی دارد. قسمت غربی بولیوی در رشته کوه‌های آند قرار گرفته که بلندترین قله‌اش نوادو دل سایاما با ارتفاع ۶۵۴۲ متر در استان اورو قرار گرفته است. مناظر طبیعی گوناگونی زیادی دارند که باعث ایجاد چشم‌اندازهای زیبا و مناظر طبیعی فوق‌العاده شده است. قسمت غربی کشور بر روی فلات کوهستانی آلتی پلانو شکل گرفته است.
قسمت شرقی زمین‌های پست و هموار است که با جنگل‌های بارانی آمازونی پوشانیده شده است. دریاچه تیتیساکا در مرز بین بولیوی و پرو واقع شده است. در قسمت شرقی و در استان پوتوسی، سالار دی اویونی، بزرگ‌ترین سطح نمکی دنیا، واقع شده است. شهرهای بزرگ بولیوی لاپاز (۸۱۳٬۰۰۰ نفر)، سانتاکروز دی لاسیرا (۱٬۳۶۴٬۰۰۰ نفر) و کوچابامبا (۹۰۰٬۰۰۰ نفر) می‌باشند.

## اقتصاد

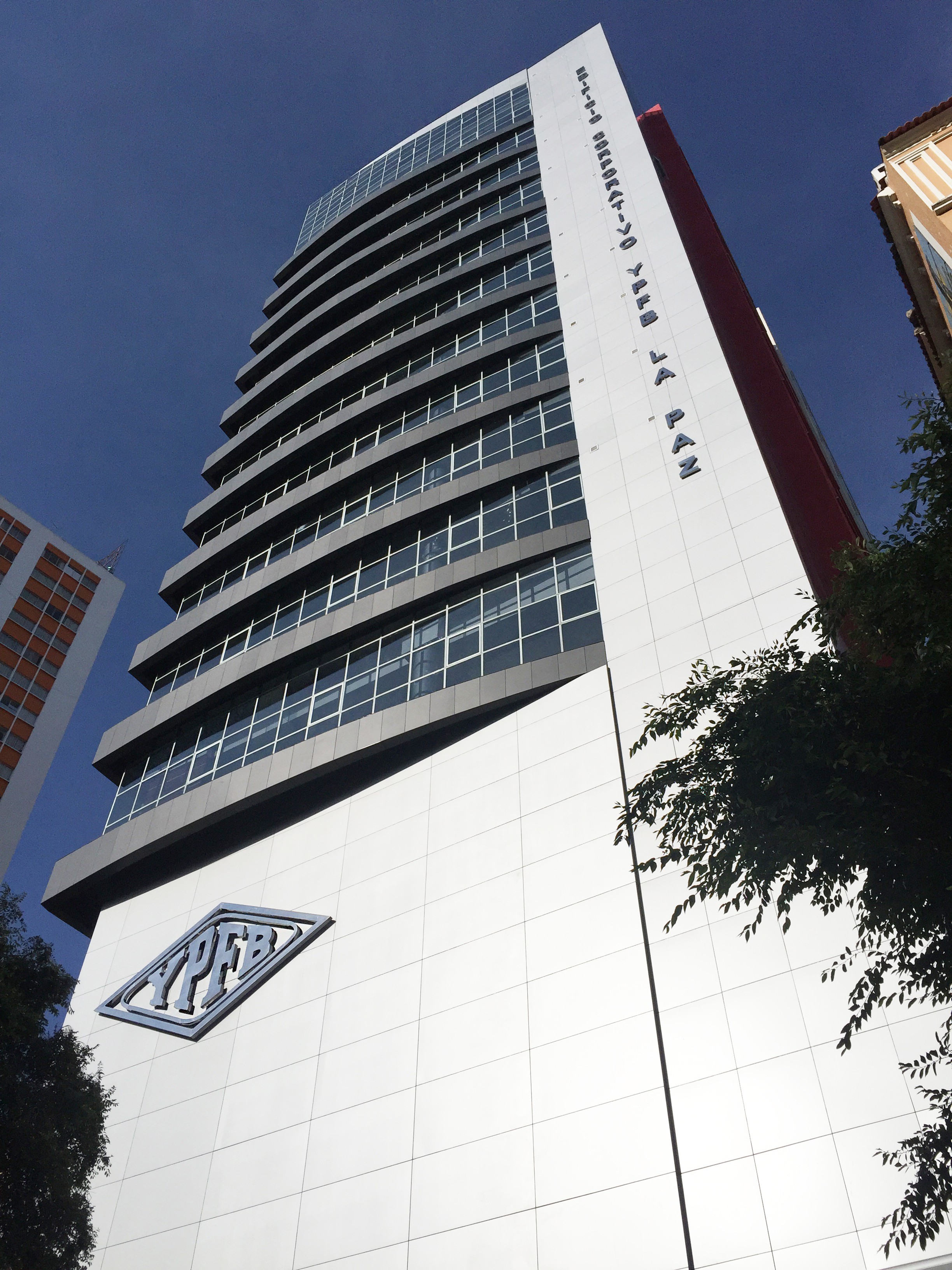
ستاد وای‌پی‌اف‌بی شرکت دولتی نفت و گاز بولیوی

بولیوی پس از گویان فقیرترین کشور آمریکای جنوبی است و کارشناسان قوانین امپریالیستی نیروهای خارجی را از زمان کشف قاره آمریکا، عامل این وضعیت می‌دانند. هر چند این کشور از نظر منابع طبیعی غنی است و گاهی به کنایه به آن "خری نشسته بر روی معدن طلا می‌گویند. غیر از معادن مشهورش که توسط امپراتوری اینکا و بعدها توسط اسپانیایی‌ها مورد بهره‌برداری بود بولیوی دارای دومین میدان گاز طبیعی در آمریکای جنوبی پس از ونزوئلا است. علاوه بر این، معدن ال موتون در استان سانتاکروز، %۷۰ آهن و منیزیوم دنیا را تأمین می‌کند.
مجموع تولید ناخالص ملی بولیوی (GDP) در سال ۲۰۱۹، حدود ۴۳ میلیارد دلار پیش‌بینی شده است. اقتصاد بی رونق بولیوی به خاطر عوامل مختلفی در طی دو دهه گذشته بوده است.
اولین عامل مؤثر در رکود اقتصاد بولیوی کاهش چشم گیر قیمت نقره در سال ۱۹۸۰ بود که یکی از مهم‌ترین منابع درآمد بولیوی در صنایع معدن بود. عامل دوم پس از جنگ سرد در اواخر دهه ۸۰ و اوایل دهه ۹۰ بود که کشورهای غربی که قبلاً به خاطر روی کار بودن یک رژیم با اقتصاد آزاد به این کشور کمک مالی می‌کردند، کمک‌های خود را قطع کردند. عامل سوم ریشه کن کردن محصولات کوکا توسط ایالات متحده بود که %۸۰ تولید کوکائین جهان را تأمین می‌کرد. کاهش تولید کوکا باعث کاهش فوق‌العاده درآمد کشور بولیوی و به ویژه کشاورزان گردید.

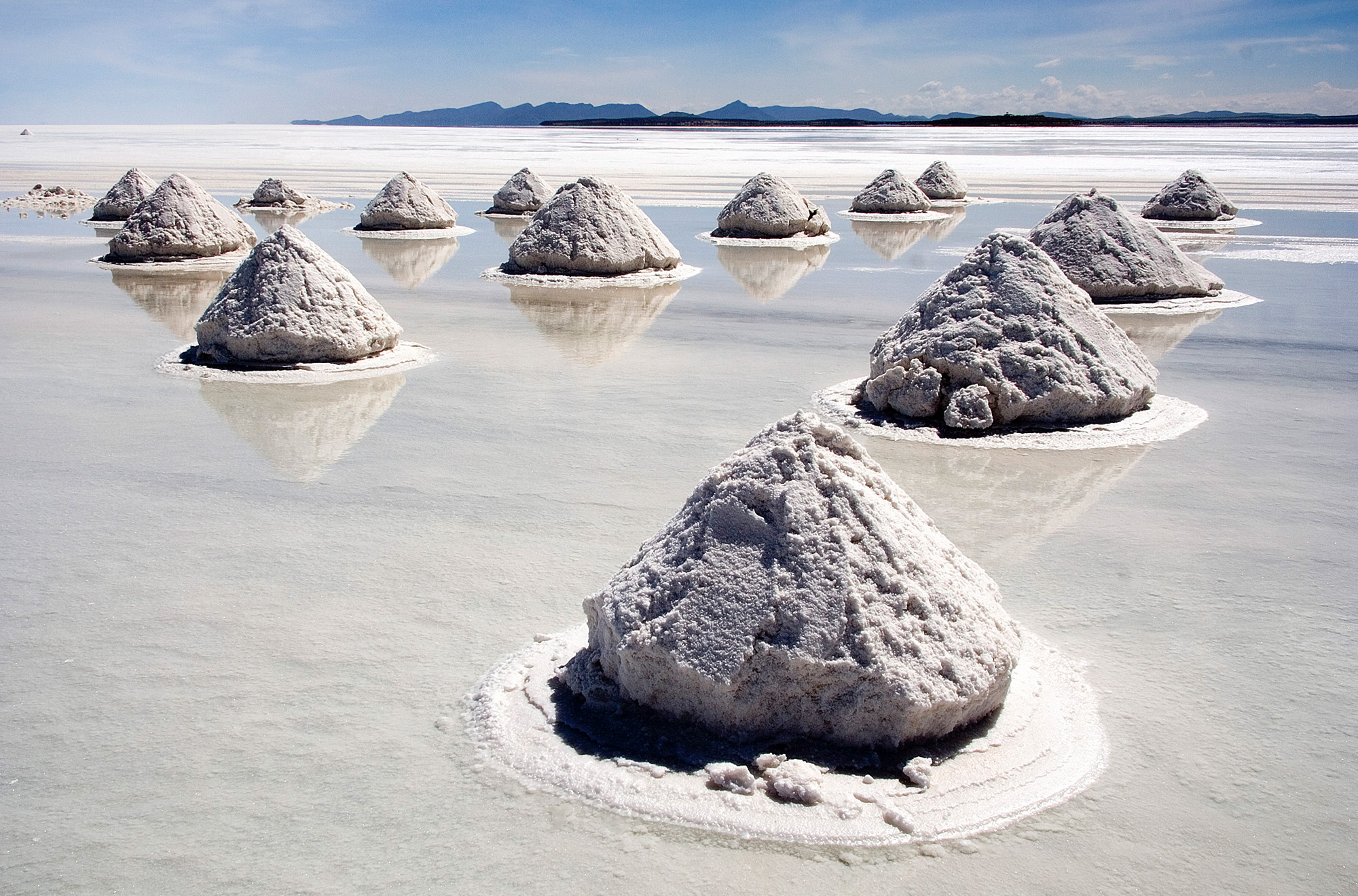
پشته‌های نمک در سالاردو ییونی

از سال ۱۹۸۵، دولت بولیوی برنامه‌های پایدارسازی، اقتصادی و دگرگونی ساختاری، پایداری قیمت، ایجاد شرایط برای رشد و از بین بردن کمیابی محصولات را در پیش گرفت. دگرگونی در خدمت‌رسانی به مشتری در سال‌های اخیر، شفافیت این حوزه را بهبود بخشیده است. تغییرات ساختاری پراهمیت در اقتصاد بولیوی شامل جمع‌آوری سرمایه‌های بخش‌های پرتعداد عمومی بوده است. (جمع‌آوری سرمایه در بولیوی نوعی خصوصی‌سازی است که سرمایه‌گذاران %۵۰ مالکیت و مدیریت منابع عمومی را به‌دست می‌آورند و چندین سال بدون پرداخت هزینه به دولت، فعالیت می‌کنند)
دگرگونی در ساختار قانونگذاری باعث بهبود سیاست‌های بازار آزاد به خصوص در بخش هیدروکربن و ارتباطات سیار، باعث تشویق سرمایه‌گذاری خصوصی گردید. سرمایه‌گذاران خارجی، و مالکان خارجی هیچ محدودیتی در بولیوی ندارند. از آنجایی که برنامه جمع‌آوری سرمایه تأثیر موفقیت‌آمیزی بر سرمایه‌گذاری مستقیم خارجی (FDI) در بولیوی داشت.
(۷/۱ میلیارد دلار در سال‌های ۱۹۹۶–۲۰۰۰)، طرفین خارجی نیز بر کامل کردن تعهداتشان در قرار داد جمع‌آوری سرمایه مصمم بودند.
برآورد جدیدی که از سوی S&P Global Intelligence انجام شده، نشان می‌دهد که بولیوی با ۳۹ میلیون تن ذخیره لیتیوم بیشترین ذخایر این فلز در جهان را در اختیار دارد. اگر این برآورد صحیح باشد، با توجه به افزایش بی‌سابقه تقاضا برای لیتیوم، رشد اقتصادی کشور بولیوی در آینده ای نزدیک می‌توان بی‌سابقه بوده و جایگاه بسیار خوبی در اقتصاد دنیا داشته باشد. لازم به توضیح است که قیمت لیتیوم تحت تأثیر افزایش تقاضای جهانی، طی سال گذشته میلادی (۲۰۲۲) حدود ۱۸۰ درصد افزایش یافت. رشد تقاضای جهانی برای این فلز سفید-نقره‌ای که دارای جرم حجمی بسیار پایینی است، تحت تأثیر اهداف بلندپروازانه اتحادیه اروپا و آمریکا برای کاهش انتشار گازهای گلخانه‌ای از طریق تولید و مصرف خودروهای الکتریکی دارای باتری‌های لیتیوم با دوام و توان سارژ سریع است. همزمان، چین نیز به عنوان قطب تولید خودروهای الکتریکی در جهان به عنوان متقاضی عمده لیتیوم در جهان بدل شده است.
در سال ۱۹۹۶، سه گروه از شرکت‌های نفتی بولیوی (YPFB) که در کارهای اکتشاف نفت، بهره‌برداری و انتقال فعالیت می‌کردند، تجمیع شدند تا خط لوله گاز به برزیل را بسازند. دولت قرار داد طولانی مدتی برای فروش گاز به برزیل تا سال ۲۰۱۹ امضا کرد. خط لوله برزیل در سال ۲۰۰۲، روزانه حدود ۱۲ میلیون متر مکعب (۴۲۴ میلیون فوت مکعب) را منتقل می‌کرد. بولیوی دومین میدان گاز طبیعی بزرگ را در آمریکای جنوبی در اختیار دارد و مصرفی داخلی و صادراتش به برزیل، تنها بخش کوچکی از توانایی تولیدش است. دولت نظرخواهی اجباری دربارهٔ صادرات گاز طبیعی را در سال ۲۰۰۴ انجام داد. مخالفت‌های گسترده با صادرات گاز به شیلی منجر به استعفای رئیس‌جمهور، سانچز دی لوزادا در اکتبر ۲۰۰۳ گردید.

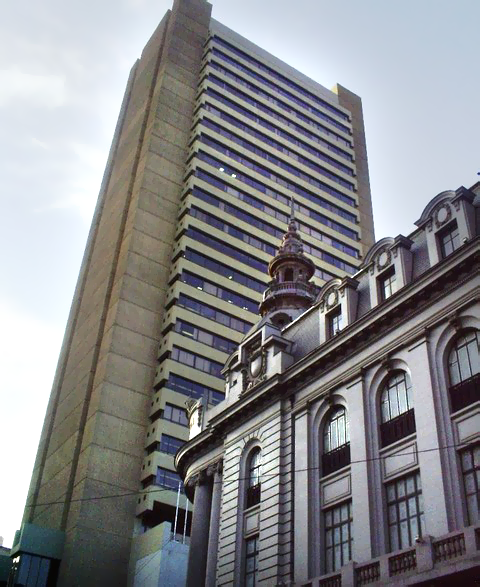
بانک مرکزی بولیوی

در آوریل ۲۰۰۲، بچتل قرار دادی را با هوگو بانزر، رئیس‌جمهور اسبق بولیوی، به امضاء رساند تا ذخایر آب سومین شهر بزرگ بولیوی، کوچابامبا، را خصوصی‌سازی کند. قرار داد به‌طور رسمی به نام آگواس دل توناری، معاون بچتل، ثبت شد. پس از مدتی، شرکت قیمت آب شهر را سه برابر کرد که منجر به شورش کوچابامبا در سال ۲۰۰۰ گردید. حکومت نظامی اعلام شد و پلیس بولیوی حداقل ۶ نفر از شورشگران را به قتل رسانید و بیش از ۱۷۰ نفر را مجروح کرد. به خاطر شکست اقتصادی و افزایش نارضایتی مردم، دولت بولیوی مجبور شد تا قرار داد آب را باطل کند. در سال ۲۰۰۱، شرکت بچتل از دولت بولیوی به خاطر ۲۵ میلیون دلار خسارت، شکایت کرد. ادامه یافتن درگیرهای داخلی، باعث کاهش توجه به گروه‌های ضد جهانی سازی و ضد سرمایه آوری شد.
صادرات بولیوی از ۶۵۲ میلیون دلار در ۱۹۹۱ به ۳/۱ میلیارد دلار در ۲۰۰۲ رسید. تجارت بین‌المللی ۷/۱ میلیارد دلار بود. تعرفه گمرکی در بولیوی کمتر از %۱۰ است. کسری بودجه بولیوی در سال ۲۰۰۲ حدود ۴۶۰ میلیون دلار بود.
تجارت بولیوی با کشورهای همسایه در حال افزایش است که در گذشته به خاطر تعدادی قرار داد تجارتی بین منطقه‌ای از آن چشم پوشی می‌شد. بولیوی عضو جامعه آندیان است و از فواید تجارت آزاد با سایر اعضاء مثل پرو، اکوادور، کلمبیا و ونزوئلا سود می‌برد. بولیوی قرار داد همکاری با مرکوسور (بازار آزاد غربی) را در مارس ۱۹۹۷ تنظیم کرد. طبق این قرار داد ناحیه آزاد تجاری با حداقل %۸۰ تجارت بین طرفین در طول ۱۰ سال، تشکیل می‌شود. بنیان تجارت کالا و داروی آندیان ایالات متحده، اجازه ورود محصولات بولیوی را بدون مالیات و کارمزد به ایالات متحده می‌دهد.
ایالات متحده هنوز بزرگ‌ترین کشور تجارت‌کننده با بولیوی است. در سال ۲۰۰۲، ایالات متحده ۲۸۳ میلیون دلار کالا به بولیوی صادر کرد و ۱۶۲ میلیون دلار کالا از این کشور وارد کرد. اقلام صادراتی عمده بولیوی به آمریکا، قلع، طلا، جواهرات و مصنوعات چوبی می‌باشند. اقلام وارداتی از ایالات متحده شامل کامپیوتر، خودرو، گندم و ماشین آلات می‌باشد.
کشاورزی حدود %۱۵ تولید ناخالص ملی بولیوی را تشکیل می‌دهد. میزان زمین‌های مورد کشت با تجهیزات نوین به سرعت در منطقه سانتا کروز در حال افزایش است که شرایط هوایی برای تولید دو نوع محصول در سال مناسب است. سویا عمده‌ترین محصولات نقدی است که به بازار آندیان فروخته می‌شود. استخراج معادن و هیدروکربن‌ها %۱۰ و کارخانجات کمتر از %۱۷ تولید ناخالص ملی را تشکیل می‌دهند.

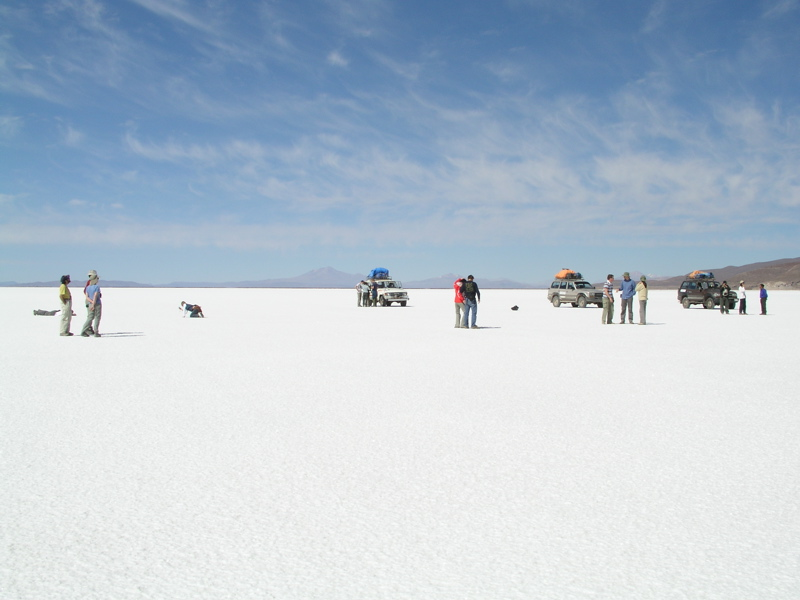
بزرگ‌ترین فلات نمکی جهان

دولت بولیوی هنوز به کمک‌های خارجی برای پروژه‌های خود نیاز دارد. تا پایان سال ۲۰۰۲ دولت ۵/۴ میلیارد دلار به طلبکاران خارجی بدهکار بود که ۶/۱ میلیارد دلار از این مبلغ متعلق به دولتهای قبلی و مابقی آن برای توسعه‌های چند جانبه در حوزه‌های مختلف بود. باز پرداخت و ام‌ها از سال ۱۹۸۷ به روش کلوب پاریس به تعویق می‌افتاد. طلبکاران خارجی از اینکار راضی بودند زیرا دولت بولیوی با برنامه‌های IMF به اهداف مالی و اقتصادی خود می‌رسید. به تعویق افتادن قرار دادها توسط کلوب پاریس به کشورهایی که فقط یک طلبکار داشت اجازه می‌داد تا مبالغی را به مبلغ اصلی وام اضافه کنند. در نتیجه بسیاری از کشورها مقادیری از بولیوی طلب دارند. دولت ایالات متحده قرار دادی را در گردهمایی کلوب پاریس در دسامبر ۱۹۹۵ تنظیم کرد که میزان ذخیره وام بولیوی را %۶۷ کاهش داد. دولت بولیوی باز پرداخت وام‌های خود را به بانک‌های چند جانبه در زمان مقرر، ادامه می‌دهد. بولیوی از منافع کشورهای فقیر با وام‌های سنگین (HIPC) و کمک‌های رو به افزایش آن‌ها سود می‌برد و با محدودیت‌های جدید، می‌تواند وام‌های سبک بگیرد. بولیوی یکی از سه کشور نیمکره غربی است که به‌عنوان کشوری با قابلیت در پرداخت حساب‌های هزار ساله انتخاب شده و به‌عنوان شرکت‌کننده در مذاکرات FIA حضور دارد.
در سال ۲۰۰۴، دولت توجه زیادی به توسعه تجهیزات بندر پوئرتوبوش در رودخانه پاراگوئه نشان داد. پس از مدتی در بندر سوارز و بندر آگویره که از طریق کانال تامنگو به رودخانه پاراگوئه متصل شده‌اند، کشتی‌های کوچک حمل بار شروع به رفت‌وآمد کردند. از سال ۲۰۰۴ به بعد، نیمی از صادرات بولیوی از طریق رودخانه پاراگوئه انجام می‌شود. وقتی بازسازی بندر بوش به پایان برسد، کشتی‌های اقیانوس پیما قادر خواهند بود در بولیوی لنگر بیندازند. این امر باعث کاهش نیاز به بنادر خارجی مثل بنادر پرو و شیلی می‌شود که باعث افزایش قیمت واردات و صادرات می‌شدند. کشاورزان بولیوی تنباکو تولید می‌کنند، ولی مقدار مازاد برای تأمین نیازهای داخلی وارد می‌شود. در سال ۱۹۹۲، بولیوی بیش از ۱۰۰۰ میلیون تن تنباکو تولید کرده بود.

## دامپروری
بر اساس گزارش فائو در سال ۲۰۱۹ تعداد دام زنده موجود در بولیوی به این شرح بوده است:
لاما(۳ میلیون) - گاو(۹٬۷۴۰٬۰۰۰) - بز(۲٬۲۴۰٬۰۰۰) - خوک(۳٬۱۰۳٬۰۰۰) - گوسفند(۷٬۵۴۸٬۰۰۰)

## آمار جمعیتی

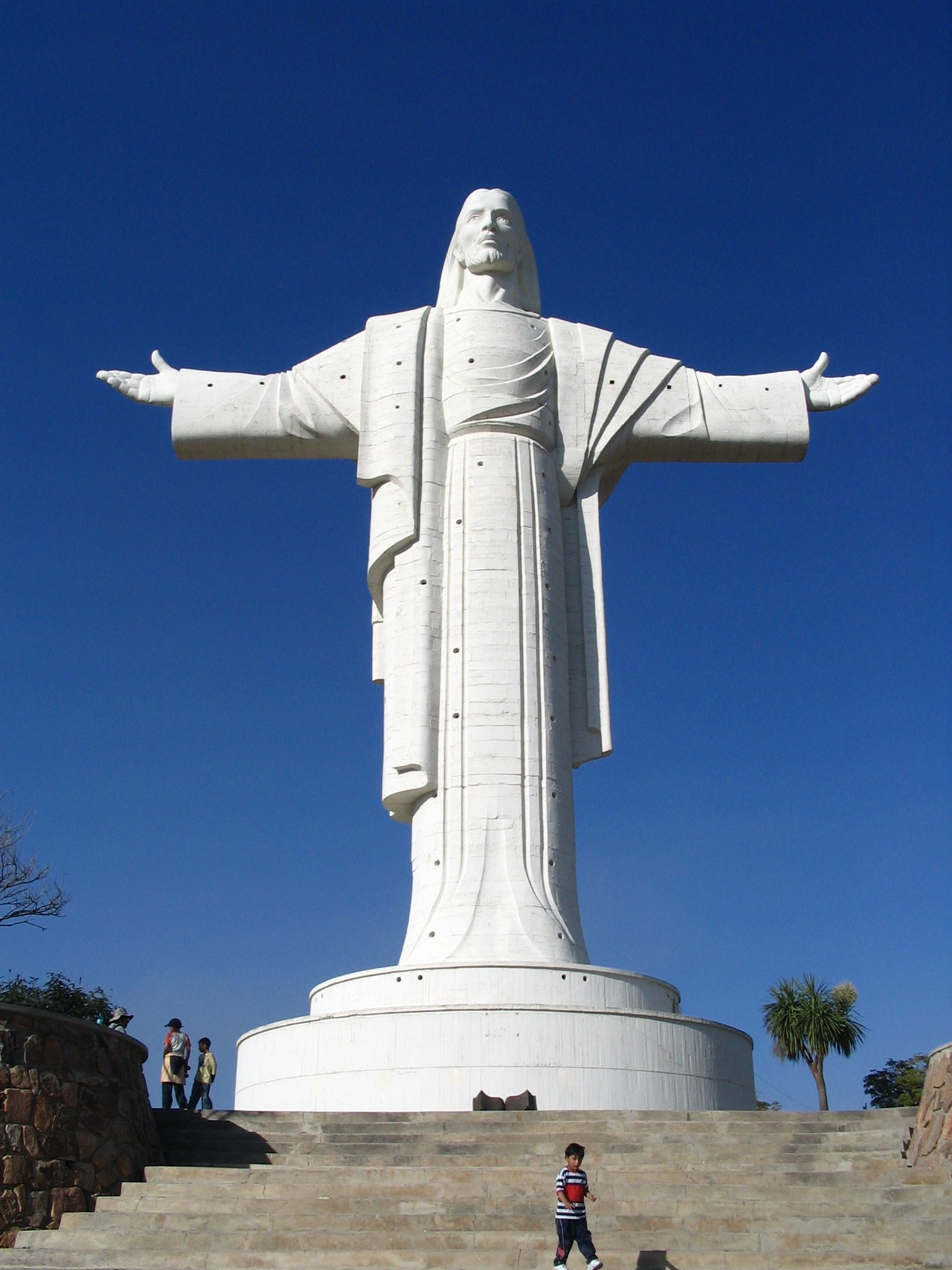
کریستو دلا کنکوردیا در کوچا بامبا

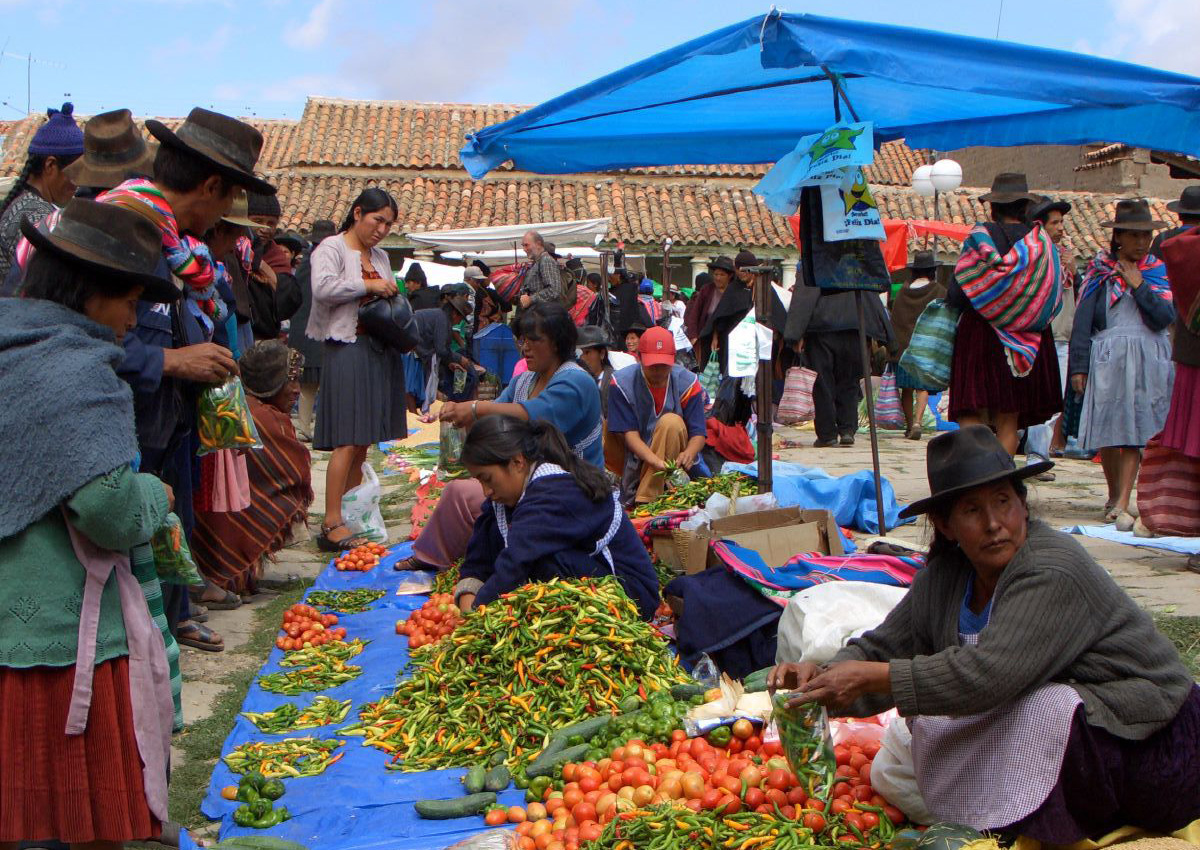
مردم شهر تارابوکو

%۳۰ از جمعیت بولیوی کوئچوازبان و %۲۵ از نژاد آمر ایندین‌های آیمارا زبان هستند. حدود یک چهارم بومیان از نژاد کوئچوا (۵/۲ میلیون) بقیه از نژادهای آیمارا (۲ میلیون)، چیکویتانو (۱۸۰۰۰۰) و گوارانی (۱۲۵۰۰۰) می‌باشند. %۳۰ باقی‌مانده از نژاد مستیزو (ترکیب اروپایی و سرخپوست) و حدود %۱۵ سفیدپوست می‌باشند.
جمعیت سفید پوستان اغلب از نژاد کریولواند که شامل خانواده‌های اسپانیایی‌تبار باقی‌مانده از دوران استعمارگری اسپانیا می‌باشند و خانواده‌های اشرافی را تشکیل داده‌اند. بقیه گروه‌های کوچک سفیدپوستان شامل آلمانی‌ها که خطوط هوایی ملی لوید آئرو بولیویاند را تأسیس کردند، ایتالیایی‌ها، ایالات متحده آمریکا، مردم باسک، کروات‌ها، روس‌ها، لهستانی‌ها و سایر اقلیت‌ها می‌باشند که بسیاری از آن‌ها چندین نسل در بولیوی زندگی کرده‌اند.

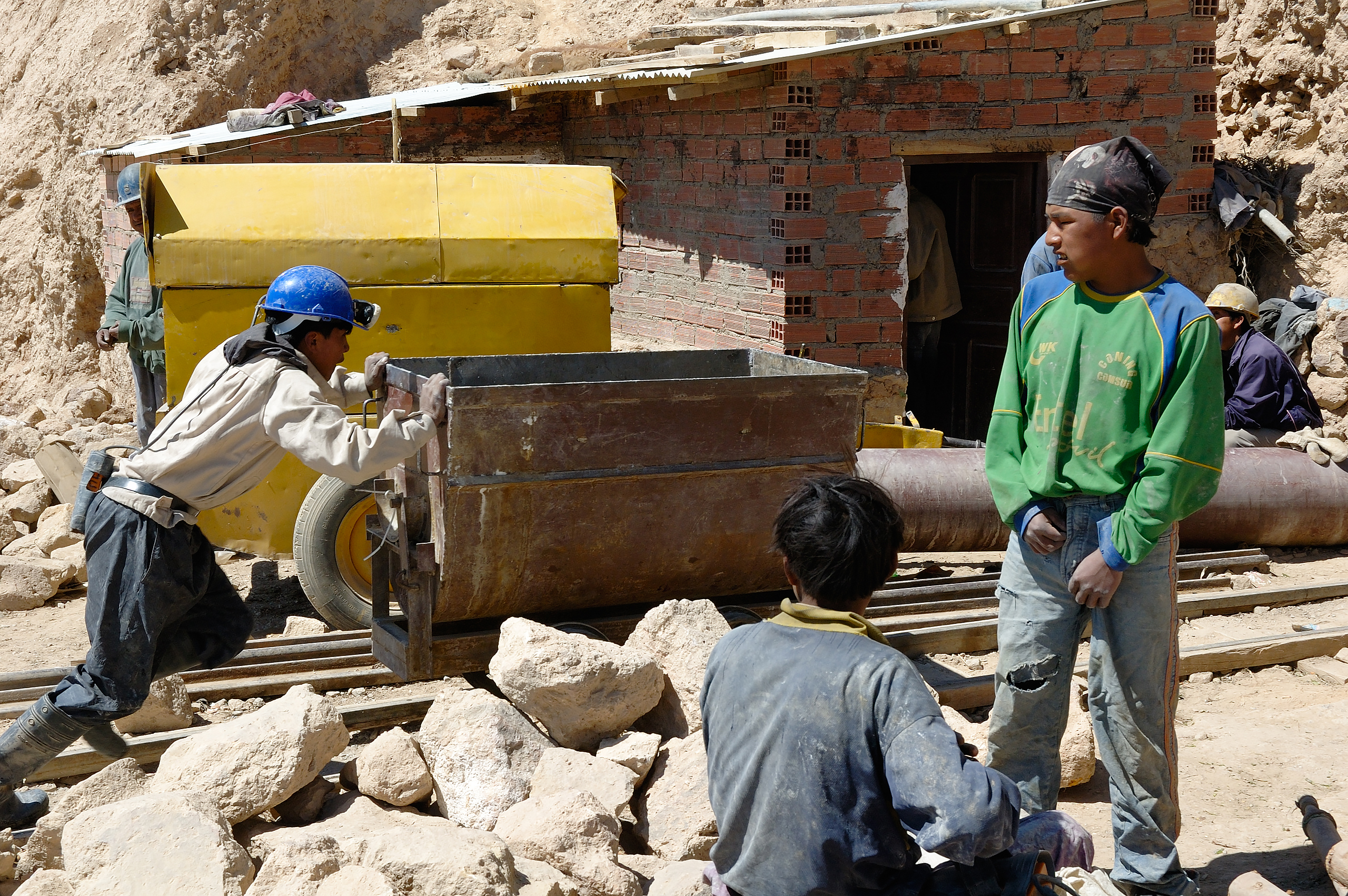
کارگران معدن سرگرم کار در پوتوسی

جامعه آفریقایی _ بولیویایی نیز قابل توجه است که کمتر از %۵/۰ جمعیت را تشکیل می‌دهند و نوادگان بردگان آفریقایی اند که برای کار به برزیل منتقل شده بودند و به بولیوی مهاجرت کردند. این افراد در منطقه یونگاس (یونگاس شمالی و یونگاس جنوبی) در استان لاپاز زندگی می‌کنند که حدود سه ساعت از شهر لاپاز فاصله دارد. ژاپنی‌ها نیز در منطقه سانتاکروز دلاسیرا و میانه شرقی زندگی می‌کنند که از راه بازرگانی ثروتمند شده‌اند.
بولیوی یکی از توسعه نیافته‌ترین کشورهای آمریکای جنوبی است. حدود دو سوم مردم که اکثراً کشاورز هستند، در فقر زندگی می‌کنند. تراکم جمعیت در مناطق جنوب شرقی کمتر از یک نفر در هر کیلومتر مربع و در مناطق مرتفع مرکزی ۱۰ نفر در هر کیلومتر مربع (۲۵ نفر در هر مایل مربع) می‌باشد. از سال ۲۰۰۶، نرخ افزایش جمعیت %۴۵/۱ در هر سال است.
لاپاز مرتفع‌ترین پایتخت دنیا با ارتفاع ۳۶۰۰ متر (۱۱۸۰۰ فوت) از سطح دریا است. شهر سانتاکروز دلاسیرا که مرکز صنعتی و تجارتی در زمین‌های پست شرقی است، نیز رشد چشم‌گیری در جمعیت و مباحث اقتصادی دارد.
اکثریت مردم بولیوی کاتولیک هستند، هر چند طرفداران پروتستان با سرعت در حال گسترش می‌باشند. طرفداران دین اسلام که از بازماندگان نژاد میانه شرقی بودند، تقریباً از بین رفته‌اند. جامعه کوچک یهودی نیز وجود دارد که از نژاد اشکنازی می‌باشند. بیش از %۱ مردم دین بهایی دارند (که یکی از بیشترین جوامع بهایی در دنیا است) اجتماعی از منونیت‌ها هم در  استان سانتا کروز وجود دارد.
بسیاری از مردم نمادهای مسیحی و پیشاکلمبی را می‌پرستند. حدود %۸۰ مردم زبان اولشان اسپانیایی و زبان دوم آن‌ها کوئچوا یا آیمارا است. حدود %۹۰ کودکان به مدت یکسال به پیش دبستانی می‌روند. نرخ با سوادی در مناطق روستایی پایین است ولی به گفته CIA، نرخ باسوادی در کل %۸۷ است که بیشتر از برزیل است. توسعه فرهنگی بولیوی امروز به سه دوران تقسیم می‌شود: پیش از کلمباین، مستعمره و جمهوری بقایای باستان پیش از کلمب باقی‌مانده‌اند. بناهای مجزو به قدیمی شامل تیاواناکو، سامایپاتا، اینکالاتیا و ایسکاناوایا می‌باشند. این کشور جاهای دیدنی زیادی دارد که دسترسی به آن‌ها مشکل است و به این دلیل جهانگردان کمی از این کشور بازدید می‌کنند.
اسپانیایی‌ها هنرهای سنتی خود را وارد بولیوی کردند که با دستان توانمند معماران محلی و برخی و هنرمندان تبدیل به سبک متمایزی از معماری و نقاشی و مجسمه‌سازی گردید که بنام «مستیزو باروک» معروف است. دوران استعماری باعث به وجود آمدن نقاشی‌های پرز دی هولگوین، فلورس، بیتی و دیگران گردید و از طرفی کارگران ماهری را در زمینه‌های سنگ بری، منبت سازی، زرگری و نقره‌سازی تربیت کرد. بخش مهمی از موسیقی مذهبی باروک در دوران استعماری در سال‌های اخیر کشف شده و در مناطق مختلف جهان از سال ۱۹۹۴ اجرا گردیده است.

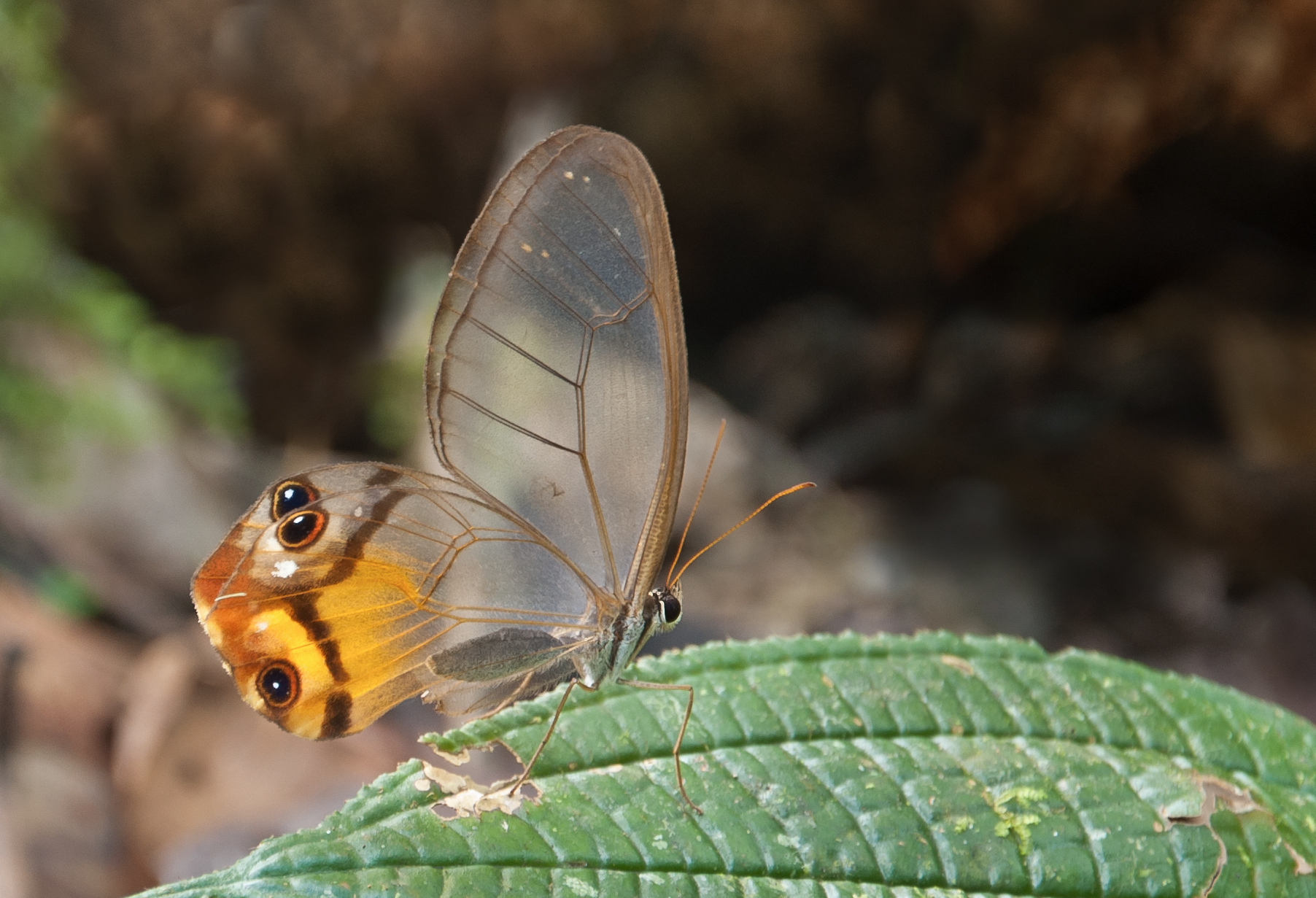
روح کهربایی پروانه‌ای که در بولیوی زندگی می‌کند.

هنرمندان معروف بولیوی در قرن بیستم عبارت‌اند از: گازمن دی روخاس، آرتورو بوردا، ماریا لویس پاچکو، و مارینا نونز پرادو. بولیوی فرهنگ قومی غنی ای دارد. موسیقی محلی آن متفاوت و بارز است. «رقص شیطان» یکی از مراسم محلی معروف آمریکای جنوبی است که هر سال در شهر اورو برگزار می‌شود.

## فرهنگ
فرهنگ بولیوی اثرات زیادی در دین، موسیقی و پوشش مردم آیمارا و اینکا گذاشته است.
معروف‌ترین جشن آن‌ها «ال کارناوال دی اورو» است. سرگرمی‌ها شامل فوتبال است که یک ورزش ملی است و فوتبال گل کوچک که کودکان و بزرگ‌ترها در خیابان‌ها بازی می‌کنند. باغ وحش‌ها نیز مورد توجه مردم هستند که تنوع زیادی از موجودات مختلف را دارا می‌باشند.

## نمادهای ملی
کانتوتا (کانتوا بوکسیفولیا)، نوعی گل است که در دره‌های میان کوه در یونگاس یافت می‌شود و نماد ملی بولیوی به‌شمار می‌آید.